# Merrick Tabor
Merrick Lee Tabor, född 5 september 1953 i Los Angeles, USA, är en statsvetare som är verksam som universitetsadjunkt vid Stockholms universitet. han medverkar frekvent i medier som kommentator till amerikansk politik, vilket också är hans  forskningsområde. Han mottog 1997 priset som årets lärare vid Stockholms universitet.